# Loša berba
Loša berba je strip epizoda Dilana Doga objavljena u Srbiji u svesci #203. u izdanju Veselog četvrtka. Na kioscima se pojavila 31. avgusta 2023. Koštala je 350 dinara (2,9 €; 3,3 $). Imala je 94 strane.

## Originalna epizoda
Originalna epizoda pod nazivom Una pessima annata objavljena je premijerno u #411. regularne edicije Dilana Doga u Italiji u izdanju Bonelija. Izašla je 30.12.2020. Koštala je 4,9 €. Scenario je napisao Alesandro Bilota, a epizodu nacrtao Luka KAzalangvida. Naslovnu stranu nacrtao Điđi Kavenago.

## Prethodna i naredna epizoda
Prethodna sveska regularne edicije nosila je naslov Treći dan (#202), a naredna Gospodari ništavila (#204).